# Solaro (Alta Córcega)
Solaro es una comuna y población de Francia, en la región de Córcega, departamento de Alta Córcega.
Su población en el censo de 1999 era de 583 habitantes.
- Datos: Q1240237
- Multimedia: Solaro (Haute-Corse) / Q1240237

1. ↑  Worldpostalcodes.org, código postal n.º 20240.
2. ↑  INSEE, Datos de población para el año 2012 de Solaro (en francés).